# Lovrečan (Ivanec)
Lovrečan je naseljeno mjesto u Republici Hrvatskoj u Varaždinskoj županiji. 

## Zemljopis
Administrativno je u sastavu grada Ivanca. Naselje se proteže na površini od 3,16 km². 

## Stanovništvo
Prema popisu stanovništva iz 2001. godine u Lovrečanu živi 518 stanovnika i to u 129 kućanstava. Gustoća naseljenosti iznosi 163,92 st./km².
| broj stanovnika | 324   | 354   | 395   | 454   | 537   | 533   | 489   | 570   | 539   | 556   | 544   | 515   | 482   | 455   | 480   | 405   | 362   |
|                 | 1857. | 1869. | 1880. | 1890. | 1900. | 1910. | 1921. | 1931. | 1948. | 1953. | 1961. | 1971. | 1981. | 1991. | 2001. | 2011. | 2021. |